# Escuela Politécnica Superior de Lugo
La Escuela Politécnica Superior de Lugo es un centro perteneciente a la Universidad de Santiago de Compostela, ubicado en el Campus Universitario de Lugo, que actualmente imparte las diferentes ingenierías técnicas, ingenierías superiores y másteres que, con el Espacio Europeo de Educación Superior y el consiguiente cambio de plan de estudios pasan a ser grados y másteres.

## Historia
Esta escuela se creó por Decreto 26/1993, de 11 de febrero, de la Consellería de Educación y Ordenación Universitaria de la Junta de Galicia.
En un principio integró las Escuelas Universitarias de Ingeniería Técnica Agrícola, existentes desde 1967, de Ingeniería Técnica en Explotación Forestal, la Escuela Técnica Superior de Ingenieros Agrónomos y la entonces recién creada Escuela Técnica Superior de Montes. Ha impartido tradicionalmente titulaciones en el ámbito agrario y forestal y en la actualidad es un importante referente en el desarrollo del sector agrario y forestal de Galicia, a través de sus objetivos esenciales: la formación de titulados técnicos en agricultura y silvicultura y estudios técnicos y de investigación destinados a solucionar problemas del sector. Aunque con el tiempo, como en el caso del resto del Sistema Universitario de Galicia, la obtención de financiación externa y los conflictos interdepartamentales hicieron que esta misión de servicio al país perdiera gran parte de su importancia en lo que estaba llamado a ser el motor de la agricultura gallega.
Desde el curso 2003-04, también se imparten en el Centro dos titulaciones en el campo de la Ingeniería Civil: Ingeniería Técnica en Obras Públicas e Ingeniería Técnica en Topografía.